# Uèle Lamore
Uélé Lamore (Parijs, 27 december 1993) is een Frans-Amerikaans dirigent, componist en arrangeur. In 2020 was ze een van de 21 vrouwen in Frankrijk die dirigent zijn (naast 586 mannen).

## Biografie
Uèle Lamore is een dochter van een Amerikaanse schilder-beeldhouwer en een Centraal-Afrikaanse stiliste. Ze begon op vijfjarige leeftijd met vioolspelen en studeerde vervolgens klassieke en elektrische gitaar. Na haar eindexamen vertrok ze naar Los Angeles om een opleiding tot sessiegitarist te volgen. Klasgenoten van haar waren gitaristen die Beyoncé, 2 Chainz, Cee Lo Green begeleidden, tot ze met een beurs naar Boston vertrok om te leren dirigeren aan het Berklee College of Music. Ze behaalde in 2016 een diploma in compositie en dirigeren. Daarna liep ze stage bij Jules Buckley's Nederlandse Metropole Orkest en het Heritage Orchestra, en artiesten als Kamasi Washington, Ibrahim Maalouf en Snarky Puppy.
Terug in Frankrijk begon ze in 2017 het onafhankelijke orkest Orage, dat voor driekwart uit vrouwen bestaat en het eerste orkest is dat gespecialiseerd is in samenwerking met en speciale creaties van niet klassiek georiënteerde artiesten. Een van hun succesnummers is een bewerking van Ms. Jackson van het hiphopduo OutKast. Hun formule opende de deuren van het Théâtre du Châtelet, voor hun allereerste concert in 2017.
Sindsdien werkte Lamore enkele maanden bij het London Contemporary Orchestra. Haar eerste album, Loom, verschijnt in 2020.
Lamore woont in Parijs, in het 18e arrondissement.

## Carrière
Lamore heeft een verbinding gelegd tussen verschillende muzikale genres, en vormde zo een nieuw geheel waar de geluiden van koperblazers, houtblazers, strijkers en elektronica in doorklinken. Zij is beïnvloed door de jazz, experimentele muziek, fusion, new wave en soul, en werkte samen met grote namen zoals Midori Goto, Agar Agar, Grand Blanc en Étienne Daho.
In 2016 nam ze deel aan een TEDxUNamur-conferentie met de speech "Ik wist altijd wat ik niet wilde doen".